# Estação Petchatniki
Petchatniki (em russo:  Печатники) é uma das estações da linha Liublinsko-Dmitrovskaia (Linha 10) do Metro de Moscovo, na Rússia. A estação «Petchatniki» está localizada entre as estações «Voljskaia» e «Kojukhovskaia».